# 阴唇阴囊隆起
阴唇阴囊隆起，人类胚胎中的对称性结构，代表性别分化前外生殖器末端发育的最后阶段。
该隆起将演变为如下结构：
- 对于女性：将演变为阴唇后联合（Posterior labial commissure）；生殖结节变为大阴唇。
- 对于男性：则演变为阴囊。